# Robert Elmer Horton
Robert Elmer Horton (Parma, 18 maggio 1875 – 22 aprile 1945) è stato un idrologo statunitense, padre della moderna idrologia.

## Biografia
Nel 1897, a 22 anni, conseguì il diploma universitario B.S. presso l'Albion College. Dopo il diploma, andò a lavorare da suo zio, George Rafter, un noto ingegnere civile. Rafter aveva commissionato lo studio di una briglia, i cui risultati furono analizzati e sintetizzati da Horton. Nel 1900, a 25 anni, fu chiamato a New York presso il District Engineer dello United States Geological Survey.
Durante i suoi studi dei flussi di New York, Horton determinò che il grado in cui la pioggia può raggiungere l'acquifero dipendeva da una certa proprietà del suolo, che egli chiamò capacità di infiltrazione (Infiltration Capacity). Analizzò e separò il ciclo dell'acqua nei processi di infiltrazione, evaporazione, intercettazione, traspirazione, deflusso superficiale, etc. Horton fu il primo a delineare e denominare queste ormai familiari parti del ciclo.

## Formulazioni
Trovate sperimentalmente negli anni '30 da R.E.Horton per l'infiltrazione delle acque nel suolo, le formule valgono quando la pioggia (mm/h) è superiore alla capacità di infiltrazione f(t) ed il suolo è secco.